# (574372) 2010 JO179
(574372) 2010 JO179 – duży, rezonansowy obiekt transneptunowy, klasyfikowany przez niektóre źródła jako obiekt dysku rozproszonego. Obiekt został odkryty w 2010 roku.

## Pierwsze obserwacje
Minor Planet Center podaje jako pierwszą obserwację tego obiektu, obserwację z dnia 10 maja 2010 r. wykonaną za pomocą teleskopu Pan-STARRS w obserwatorium Haleakalā na Hawajach. Obserwacje zostały wykonane w ramach badania Outer Solar System Origins Survey (OSSOS). Istnieją cztery obrazy przedodkryciowe z lutego 1951 r. Obrazy przedodkryciowe pochodzą z tego samego roku, w którym obiekt osiągnął peryhelium.

## Oznaczenie i nazwa
2010 JO179 otrzymał od Minor Planet Center stały numer (574372) w katalogu planetoid (M.P.C. 133504) z 10 sierpnia 2021 roku. Obiekt nosi też oznaczenie tymczasowe 2010 JO179.

## Orbita
Długoterminowe obserwacje sugerują, że 2010 JO179 znajduje się w metastabilnym rezonansie 5:21 z Neptunem, jednak niektóre źródła klasyfikują go jako obiekt dysku rozproszonego.
Krąży po orbicie, której peryhelium znajduje się 39,1 au od Słońca, natomiast w aphelium jej odległość od Słońca wynosi 116,44 au. Półoś wielka tej orbity ma 77,77 au, mimośród wynosi 0,4972, a nachylenie względem ekliptyki 32,05°. Obiega Słońce w czasie około 686 lat.

## Charakterystyka fizyczna
Fotometryczne obserwacje 2010 JO179 dały monomodalną krzywą blasku z wolnym okresem obrotu wynoszącym 30,6 godzin, co sugeruje raczej kulisty kształt ze znaczną nierównością albedo. Alternatywne rozwiązanie bimodalnej krzywej blasku jest uważane za mniej prawdopodobne. Podwoiłoby ono okres i sugerowałoby elipsoidalny kształt ze stosunkiem osi wynoszącym co najmniej 1,58. Szacunkowa średnica w zależności od źródła wynosi między 597 a 900 km, natomiast albedo wynosi między 0,07 a 0,21.
Jego absolutna wielkość gwiazdowa wynosi ok. 3,86m.